# I due maghi del pallone
Pour plus de détails, voir Fiche technique et Distribution.
I due maghi del pallone est un film italien réalise par Mariano Laurenti et sorti en 1970.

## Fiche technique
- Titre : I due maghi del pallone
- Réalisation : Mariano Laurenti
- Scénario : Roberto Gianviti
- Musique : Bruno Nicolai
- Photographie : Tino Santoni
- Montage : Giuliana Attenni
- Production : Leo Cevenini et Vittorio Martino
- Société de production : Flora Film et Variety Film Production
- Pays :  Italie
- Genre : Comédie
- Durée : 95 minutes
- Dates de sortie : 
  - Italie : 2 décembre 1970

## Distribution
- Franco Franchi : Mago K. K.
- Ciccio Ingrassia : Ciccio Ingrassetti
- Lionello : Tonino
- Karin Schubert : Gretel
- Elio Crovetto : Baldinotti, le manager
- Umberto D'Orsi : Cazzaniga, le commentateur
- Tiberio Murgia : Concettino Lo Brutto
- Paola Tedesco : la fille du maire
- Ugo Adinolfi : Rosario